# 观音机场站
观音机场站位于江苏省徐州市睢宁县观音镇，是徐盐客运专线的一个车站。车站位于徐州观音国际机场以南1.5公里处、104国道南侧，距离徐州市区约32公里，距离睢宁县城约41.7公里。车站与徐州观音国际机场设有接驳摆渡车。
车站原名“双沟站”，后因为车站所在的双沟镇更名为观音镇，且车站站址距离徐州观音国际机场仅1.5千米路程，因此上海局集团于2019年10月14日将本站正式定名为“观音机场站”。2019年12月16日，车站随徐盐客运专线通车而启用。

## 车站结构

### 站房
观音机场站站房为线侧下式站房，建筑面积约6000平方米。售票厅位于站房西侧，候车室位于站房中部，最高聚集人数500人，设有8台自动检票机和一个人工检票通道。

### 站场
观音机场站为二台四线布置，站房和站台间通过一座地下通道连接。
| 站房 | 售票处、候车室、检票口 | 售票处、候车室、检票口                |
| 站场 | 侧式站台               | 侧式站台                              |
| 站场 | 1站台                  | 徐盐客运专线 往盐城方向（睢宁站）     |
| 站场 | 正线                   | 徐盐客运专线下行列车通过线            |
| 站场 | 正线                   | 徐盐客运专线上行列车通过线            |
| 站场 | 2站台                  | 徐盐客运专线 往徐州东方向（后马庄站） |
| 站场 | 侧式站台               |                                       |

## 接驳交通
除观音机场外，车站附近设有面积约269亩的观音机场站综合客运枢纽，枢纽设有包括长途汽车站、公交首末站、出租车停发车场以及社会车辆停车场等设施。